# 冯家口站
冯家口站是一个京沪线上的铁路车站，位于河北省南皮县冯家口村，建于1910年，目前为四等站，邮政编码为061504。目前客运：办理旅客乘降；不办理行李、包裹托运；货运：办理整车货物发到；不办理危险货物发到。